# Igreja Evangélica Reformada Ucraniana
A Igreja Evangélica Reformada Ucraniana (IERU) - em ucraniano Українська реформатська євангельська церква - é uma denominação protestante reformada na Ucrânia, formada a partir do trabalho de missionários das Igrejas Reformadas Liberadas.

## História
A Fé Reformada chegou a Ucrânia desde o Século XVI, tendo se espalhado por todo o território que formaria o República das Duas Nações. A região com a maior concentração de reformados até a Primeira Guerra Mundial foi a Transcarpátia, que anteriormente pertencia a Áustria-Hungria. Missões presbiterianas canadenses serviram para a expansão da Fé Reformada no país durante o início do Século XX. Todavia, após a formação da União Soviética, a liberdade religiosa foi severamente restrita no território ucrianiano.
A partir de 1989, o missionário Fylymon Semenyuk, iniciou obras missionárias em Rivne e Stepan, com apoio das Igrejas Reformadas Liberadas. Posteriormente, a denominação se espalhou por todo país, atingindo Kiev, Khmelnitsky, Svalyava e Tavrian. Em 2010, era formada por 8 igrejas.

## Seminário
Em 2001 a IERU e a Igreja Evangélica Presbiteriana da Ucrânia, outra denominação reformada no país, formaram a e União das Igrejas Evangélicas Reformadas da Ucrânia (UIERU), reconhecida pelo governo em Outubro de 2001. Em que pese as denominações anteriores continuem existindo de forma independente, esta união realiza reuniões conjuntas anualmente. No mesmo ano de sua fundação, a UIERU deu início ao Seminário Evangélico Reformado. Desde então, o seminário tem servido para formar os pastores de ambas as denominações.

## Doutrina
Como denominação reformada continental, a IERU subscreve os Padrões da Unidade (Catecismo de Heidelberg, Cânones de Dort e Confissão Belga) como exposições fieis das doutrinas bíblicas.